# مكي الاورفلي
مكي الاورفلي
من رجال القضاء في العراق

## الولادة والنشأة
ولد مكي الاورفلي في بغداد سنة 1887م

## الدراسة
دخل مدرسة الحقوق في بغداد وانقطع عن الدراسة لإغلاقها بسبب ظروف الحرب العالمية الأولى لكنه عاد اليها بعد إعادة افتتاحها وتخرج منها سنة 1920

## عمله في القضاء
انتمى إلى سلك القضاء سنة 1921م عضوا في محكمة بداءة بغداد
عين حاكماً للصلح في بغداد سنة 1922م
في سنة 1931م أصبح رئيس محاكم ديالى، فنائب رئيس محاكم بغداد، فنائب رئيس المنطقة العدلية في بعقوبة
عين عضواً في محكمة تمييز العراق سنة 1937م
كان عضوا في اللجنة التي ألفتها وزارة العدلية لوضع قانون لحكام الصلح بدل القانون الموضوع في زمن الدولة العثمانية لما رأت الحكومة العراقية في العهد الملكي أن القانون القائم لا يتناسب مع الوضع وحاجة البلاد فكانت اللجنة برئاسة نائب رئيس محكمة التمييز داود سمرة وعضوية كل من حسن رضا المدون القانوني في الوزارة وعضو محكمة التمييز مكي الاورفلي ومدون قانوني وقد اجتمعت هذه اللجنة عدة مرات ووضعت اللائحة القانونية المطلوبة، وتم وضع القانون الذي أطلق علية قانون المحاكم الصلحية
نقل إلى وظيفة معاون قانوني سنة 1942م
أعيد إلى عضوية محكمة التمييز سنة 1945م،
وجدد تعيينه سنة 1950م حتى اعتزل الخدمة بعد سنتين،

## مؤلفاته
- محاضرات في القضاء العراقي ووجائب الكتاب، بغداد، مطبعة بغداد الحديثة، 1936م
- التطبيقات القضائية

## وفاته
توفي في بغداد سنة 1957م